# Interceptação em y
Em geometria analítica, a interceptação em y ou interceptação vertical é a ordenada y em um ponto {\displaystyle (0,\ y)} onde o gráfico de uma função ou qualquer outro tipo de relação intercepta o eixo-{\displaystyle y} (eixo das ordenadas), assumindo por convenção que este seja o eixo vertical do sistema de coordenadas ortogonais considerado. Ao assumir que o eixo horizontal é o eixo-{\displaystyle x}, esse ponto satisfaz {\displaystyle x=0}.

Gráfico de y=f(x), em que o eixo horizontal é o eixo-x e o eixo vertical é o eixo-y. A interceptação em y da função f(x) está indicada pelo ponto vermelho em (x=0, y=1).

## Equações
Se uma curva é dada por {\displaystyle y=f(x)}, a ordenada de sua interceptação em y pode ser encontrada ao calcular {\displaystyle f(0)}. Se a função for indefinida para {\displaystyle x=0}, ela não possui uma interceptação em y.

Gráfico de y = ax + b. A interceptação em y de uma função afim é no ponto (0, b).

Em uma função afim na forma de equação reduzida {\displaystyle y=mx+b}, a interceptação em y é dada pelo termo independente {\displaystyle b}, chamado coeficiente linear. Isso porque {\displaystyle f(0)=m(0)+b=b}, logo, seu ponto de interceptação em y é {\displaystyle (0,\ b)}.
Em uma função afim na forma de equação fundamental {\displaystyle y-y_{0}=m(x-x_{0})}, a interceptação em y é dada por {\displaystyle y_{0}-mx_{0}}, que coincide com o coeficiente linear {\displaystyle b} da equação reduzida da função. Isso pode ser demonstrado manipulando a equação:
{\displaystyle y-y_{0}=m(x-x_{0})}
{\displaystyle y-y_{0}=mx-mx_{0}}
{\displaystyle y=mx-mx_{0}+y_{0}}
Comparando ambas as equações:
{\displaystyle y=mx-mx_{0}+y_{0}}
{\displaystyle y=mx+b}
{\displaystyle mx+b=mx-mx_{0}+y_{0}}
{\displaystyle b=y_{0}-mx_{0}}

## Múltiplas interceptações em y
Algumas relações bidimensionais, tais como círculos, elipses e hipérboles podem ter mais de uma interceptação em y. Isso não se aplica a funções pois essas associam {\displaystyle x} a um único valor {\displaystyle y} correspondente por sua definição, portanto, funções têm apenas uma interceptação em y.

## Interceptações em x
De forma análoga, uma interceptação em x, também chamada de raiz ou zero da função, é a abscissa x em um ponto {\displaystyle (x,\ 0)} onde o gráfico de uma função ou qualquer outro tipo de relação intercepta o eixo-{\displaystyle x} (eixo das abscissas), assumindo que este é o eixo horizontal do sistema de coordenadas ortogonais considerado. Esse ponto, caso exista, satisfaz {\displaystyle y=0}. Nesse caso, funções do tipo {\displaystyle y=f(x)} podem possuir mais de uma interceptação em x, pois a definição de funções permite a existência múltiplas raízes.
Interceptações em x, caso existam, normalmente são mais complicadas para encontrar do que a interceptação em y, dado que a segunda pode ser encontrada simplesmente resolvendo para {\displaystyle x=0}, enquanto as raízes, dependendo da complexidade da função, necessitam de recursos algébricos para serem encontradas.

## Interceptações de funções inversas com eixos coordenados

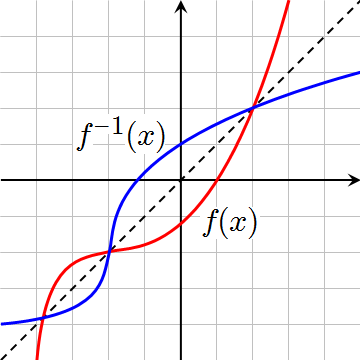
Observe no gráfico de y = f(x) que sua raiz é igual à interceptação em y de sua inversa. O mesmo ocorre com sua inversa.

Seja {\displaystyle f(x)} uma função invertível, a interceptação em y de {\displaystyle f^{-1}(x)} será igual à raiz de {\displaystyle f(x)}. Da mesma forma, a raiz de {\displaystyle f(x)} será igual à interceptação em y de {\displaystyle f^{-1}(x)}.

## Em dimensões maiores
A noção de interceptação vertical pode ser estendida para espaços tridimensionais e dimensões maiores, bem como para outros eixos coordenados, possivelmente com outros nomes. Por exemplo, podemos dizer interceptação em {\displaystyle v} para a velocidade escalar inicial de um automóvel (em cinemática, {\displaystyle v} normalmente é a variável atribuída a velocidade escalar, enquanto {\displaystyle {\vec {v}}} é atribuída a velocidade vetorial) ou interceptação em {\displaystyle I} para característica corrente-tensão de um diodo semicondutor, por exemplo. (Em engenharia elétrica, {\displaystyle I} é o símbolo usado para representar a corrente elétrica).